# Камана
Камана (исп. Camaná, кечуа Kamana) — город в южной части Перу. Административный центр одноимённой провинции в регионе Арекипа. Кроме того, является центром одноимённого округа. Находится на побережье Тихого океана; популярный курорт. По данным переписи 2005 года население города составляет 13 304 человека; данные на 2010 год говорят о населении 13 261 человек.
Город довольно сильно пострадал от землетрясения на юге Перу в 2001 году.